# するめいか (漫画)
『するめいか』は、ルーツによる日本の漫画作品。また、それを原作としたLive2Dアニメーション作品である。『Webマガジン幻冬舎』にて2009年4月1日から2010年3月1日まで連載後、『コミックバーズ』にて2013年11月号まで連載。話数のカウントは「○○枚目」。また、2011年6月15日からはニコニコ静画の『ニコニコで漫画を描いてみた』（以下『ニコ漫』）内にて同時連載を開始している。こちらも2013年8月28日更新分の50話と番外編1話の計51話で完結。キャッチコピーは「荒ぶる女子高生4人組の、超新世紀型スラップスティックコメディー!!」
東京都江東区亀戸が舞台となっており、女子高生4人組のとんがりまくった日常を描いている。シュール且つ不条理・超展開な作風が特徴。作者が北海道日本ハムファイターズのファンであるためか、主要キャラクターの名前は同球団の選手にちなんだものになっている。これは同作者のノベルゲーム『のべるげ!』にも共通する。
タイトルの由来は、作者の一番好きなおつまみが「するめいか」であることから。

## 登場人物

### 主要キャラクター
太字括弧内はキャッチフレーズ。
渡辺  三木（わたなべ みき）
声 - 小岩井綾
「ツッコミマシーン」「ツッコミ界期待の若手ホープ」
通称「ミッちょん」。本作におけるツッコミ役で、作中では希少な常識人だが口が悪く、手が出ることも多い。ツインテールにした金髪セミロングと青い（アニメ第2期のみ黒い）瞳が特徴。また、『ニコ漫』及びアニメ第4期・単行本第2巻カバーイラストでは前髪を左側は切り揃え、右側はイカの飾りが付いたヘアピンで留めている。サチとは幼馴染であり、「ミッちょん」という愛称もサチが最初につけた。アニメでは、野外撮影風にルーツ（声のみ）と彼女が対話するコーナーがある（三木以外の場合もあるが、大半は彼女である）。
同作者のノベルゲーム『のべるげ!』に登場したキャラクター「奈良原ケイ」に容姿や性格が似ているが、作者によると三木とケイは同一人物であるらしく、このことから彼女らは平行世界上の存在であると思われる（後述の八千穂・楓も同様）。
自宅では亀を飼っており、見ると和むらしい。4人の中では成績は最も優秀で、得意科目は世界史。好きな食べ物はドーナツと炭酸、嫌いな食べ物はコーヒー。
身長153センチメートルくらい、体重43キログラムくらい、胸は小さい。名前の由来は北海道日本ハムファイターズコーチ「三木肇」から。
鵜久森 サチ（うぐもり サチ）
声 - 小春かんき
「ボケ・オブ・亀戸」「等身大の風来坊」
ボケのエース。本作の主人公で、八千穂からは「サッちん」と呼ばれている。常にマイペース且つ掴みどころのない性格で、何を考えているのか分からない。毎回突拍子もない発言や行動で三木を振り回しているが、時々三木に対しては百合的な発言が出ることもある。髪型は基本的にショートボブだが、『Webマガジン幻冬舎』連載当時は腰まで届くほどのロングヘアや丸坊主で登場したこともある。髪と瞳の色は黒で、頭頂部に大きなアホ毛が付いている。アニメではアホ毛がメトロノームのように動いており、これが止まると死ぬらしい。また、アニメ第4期ではアホ毛をプロペラのように回転させて浮遊している（何故かこれに関しては三木からもツッコまれなかった）。
普段は飄々としているもののアニメではカメラ嫌いのようで、カメラを向けられると緊張してしまい、まともに喋れなくなるという意外な一面も見受けられる。時々悪魔が降臨することがあり、その際は瞳の色が赤くなり口調も冷静なものに変化する。また、漫画では稀に強烈なギャグ顔を披露することもある。
ゲームが好きで料理も得意。運動は見るのもやるのも好きである。好きな食べ物はカニ、嫌いな食べ物はところてん。
身長156センチメートルくらい、体重48キログラムくらい、胸はでかい。名前の由来は「鵜久森淳志」から。
星野 八千穂（ほしの やちほ）
声 - 小春かんき
「腹黒暗黒物質」「何事にも動じぬもののふ」
漫画版第4話、アニメ版第1期第11話から登場。サチからは「やっちん」と呼ばれている。愛くるしい顔立ちの裏に、闇を隠し持つ少女。常時左目に眼帯を付けているが、それついての詳細は不明。表裏の激しい性格で、表向きは普通に接するものの、裏では非常に腹黒且つ残酷な発言をする毒舌家である（この状態では瞳が黒一色に変化するほか、アニメでは声のトーンも低くなる）。髪型はストレートのロングヘアをハーフアップにしている。髪と瞳の色は黄緑（アニメ第1期のみ深緑）。
クラスでは学級委員を務めているが、これは委員決めの日に八千穂が欠席したため、勝手に決められてしまったらしい。三木が不在の時はツッコミ役に回ることもあるが、感情的なツッコミを入れる三木に対し、八千穂はあまり動じず冷ややかにあしらうことが多い。基本的にテンションは低めだが、アニメでは感情的になると「うがー」という鳴き声のようなものを発することがある。漫画版第13話ではサイボーグ化された「メカ八千穂」として登場するが、最後まで特に何もすることはなかった。また、単行本第1巻のカバー下では表・裏・背表紙を全て彼女が独占しており、表表紙のタイトルも『戦え!!メカ八千穂』に差し替えられている。不死身なことを利用して楓に暴力を振るったり、三木とは普通に接しながらも内心ではひどく見下したりしている。
異常なほど知名度の低い漫画作品『マイナルモーション』のファン。
前述の『のべるげ!』にも同名のキャラクターが登場しており、容姿も完全に一致しているが、性格は大きく異なる。
4人の中では一番背が低く、唯一原付とフォークリフトの免許を所持している。好きな食べ物は大豆類全般、嫌いな食べ物は辛いもの。
身長147センチメートルくらい、体重36キログラムくらい、胸は無い。名前の由来は同名の野球選手から。
糸井 楓（いとい かえで）
声 - 小岩井ことり
「不思議系不死身少女」「荒唐無稽の体当たりやろう」
漫画版第4話、アニメ版第2期第3話から登場。サチと八千穂からはちゃん付けで呼ばれている。左側頭部に矢が刺さっている少女。矢は弓道部の前を横切った際に刺さってしまったらしいが、特に生活に支障はないようであり、本人曰く「にきびみたいなもん」。一人称は「わし」で、絵に描いたような年寄り口調で話すが、これは祖父の影響である。作者のホームページでは、彼女のイラストが背景に使用されている。髪型はサチよりも若干長いセミロングのボブで、髪と瞳は藍色。漫画では髪の色がサチと被るためか、サチに比べてハイライトが強くなっている。
見かけによらず体が不死身と言えるほど丈夫で、トラックに轢かれたり、銃で蜂の巣にされたとしても次のコマでは何事もなかったかのように振る舞えるほどの驚異的な生命力を持つ。そのため体を張ったギャグを担当することが多く、八千穂にはサンドバッグ代わりにされることもあるという。ケガをしてもすぐに治るが、運動音痴。本人によると不死身だが不老不死ではないようである。アニメでは、距離は定かではないが瞬間移動ができる模様。また、一部の回では彼女が心の中で一言つぶやく『今日の楓ちゃん』というコーナーがある。
八千穂同様、こちらも『のべるげ!』に登場した同名のキャラクターと容姿・設定が完全に一致しているが、性格は若干異なる。
薄（すすき）という姉がおり、自宅では「ぶなしめじ」という名前のフェレットを飼っている。好きな食べ物はレバニラ・たこわさ・ハチノス、嫌いな食べ物は鳥皮・塩辛・ミノ。
身長163センチメートルくらい、体重54キログラムくらい、胸はやや大きい。名前の由来は「糸井嘉男」から。

### その他のキャラクター
榊原 諒（さかきばら りょう）
声 - 小岩井ことり
漫画版第10話、アニメ版第4期第3話から登場。サチの知り合いで8歳の小学生だが、一級建築士や歯科医師、アナウンサー等を趣味でこなしている。常に敬語で話すが、神出鬼没且つ荒唐無稽な発想の持ち主で、主に三木が被害に遭うことが多い。お菓子の家を造ってグッドデザイン賞を受賞したこともある。髪型は長いアホ毛の付いたストレートのロングヘアで、髪と瞳は水色。眼鏡とカチューシャを付けている。作者によると、彼女は「モブを考えるのが面倒なときに多用される」という。
身長127cm、体重25kg、好物はちくわ。名前の由来は同名の野球選手から。
田中 賢治（たなか けんじ）
いつも教室で寝たふりをしているかわいそうな人。アニメでは彼のみ他のキャラとは違い、作画ではなく実写が使われている。また、アニメ第3期第10話では名前だけの登場だが、主人公を務めている。この他にも『ニコ漫』第10話では「田中君」と呼ばれる生徒が登場するが、彼が賢治であるかは定かではない。
ババンギダ君
ナイジェリアからの留学生。槍投げが上手で、足がめっちゃ速い。現状漫画版にのみ登場。『ニコ漫』では、作者の顔アイコンに使用されている。
糸井 薄（いとい すすき）
声 - 小岩井ことり
漫画版第17話（第29話）、アニメ版第4期第4話から登場。楓の姉。近所の屋敷でメイドを務めており、理由は「家が近くて給料がいいから」。妹同様不死身で、身体を機械に改造している。 髪型はショートヘアで、右目が前髪で隠れている。髪と瞳は藍色。
身長168cm、体重55kg、好物は芋焼酎。
糸井 嘉男（いとい よしお）
アニメ第3期最終話の楓の回想シーンに登場。楓の祖父。88歳。腹部に包丁が刺さっているが、これは昔ヤクザの喧嘩を止める際に刺されたようで、カッコいいからそのままにしているという。なお、漫画版第17話にも楓に「じいちゃん」と呼ばれるものが登場するが、こちらは喋る戦国武将の甲冑である。
名前の由来は同名の野球選手から。
ぶなしめじ
第17話に登場。楓が自宅で飼っているフェレット。「みそょ〜い」という奇妙な鳴き声を発する。平たい頭をしており、頭の中にはエイリアンのようなものが住み着いている。
破壊屋・翔（クラッシャー・しょう）
第20話に登場。ゲーム中にキレてコントローラーをぶん投げて破壊した男。典型的な昭和のヤンキーのような出で立ちをしているが、グラタンをフーフーして食べるほか、未だに母親とよく買い物に行っているらしい。偶然目の前を原付で通り掛かった八千穂を伝説の走り屋“龍神の辰（たつ）”の生まれ変わりと勘違いし、仲間と共にバイクで彼女を追い抜くことでナンバーワンになろうとする。仲間が次々とリタイアする中、彼だけが最後まで残ったが、終盤で偶然飛び出してきた誰かのおかんに激突し、あえなくリタイアとなってしまった。
単行本第2巻のカバー下では何故か彼が表紙を飾っており、タイトルも『走り屋伝説（モーターサイクルレジェンド）・破壊屋翔』に差し替えられている。
位置取り王・昇（ポジショニングキング・のぼる）
第20話に登場。翔の仲間で、チンポジを直す回数が多いことからその異名が付けられた。翔とはライバル関係にあり、2人はくだらない事で喧嘩をすることから、「くだらねー事で喧嘩をする二人」と呼ばれている。スパゲティを箸で食べるほか、姉が企画物のAVに出演しているらしい。翔や仲間と共にバイクで八千穂を追跡するも、中盤でチンポジが気になってしまい、それに気を取られた隙に道に落ちていたゴリラに激突し、あえなくリタイアとなった。
単行本第2巻のカバー下では、翔と共に表紙を飾っている。
解体屋 ジョセフ（バラシや ジョセフ）
第20話に登場。翔の仲間で、授業中にシャーペンを分解し続ける男。筋肉質で西洋人のような顔立ちをしている。仲間と共にバイクで八千穂を追跡するも、ゴム八と共に序盤で偶然飛びだしてきた大型コピー機に激突し、あえなくリタイアとなった。
大食いゴム八（グラディエーターゴムはち）
第20話に登場。翔の仲間で、ご飯に焼き肉のタレをかけて食べる男。一人称は「おいどん」で、語尾は「ごわす」。巨漢でシンプルな顔立ちをしている。仲間と共にバイクで八千穂を追跡するも、ジョセフと共に序盤で偶然飛びだしてきた大型コピー機に激突し、あえなくリタイアとなった。
おかん
第20話に登場。翔の仲間（無名）の母親。おかんが一喝しただけで翔と昇は逃げ出した。
宮西（みやにし）
第23話に登場。三木ら4人の通う学校の女子生徒。下の名前や学年は不明。学園祭で奇抜すぎるメンバーと共に自身の率いるバンド「ウクレレマニア」を結成しているが、何故かやたらとギロにこだわる癖がある。バンドが上手くいかないことを三木に相談したことで「ウクレレマニア」→「新生ウクレレマニア」→「ネオ新生ウクレレマニア」→「ギロマニア」と改名していったが、結局最後までギロを手放すことはなかった。担当はVo.&ギロ→ボーカルギロ→ギロ→Vo.&ギロ。『ニコ漫』第10話にも彼女のみ再び登場した。
レオン
第23話に登場。ウクレレマニアのメンバー。サングラスにモヒカンという出で立ちの大柄の男だが、見かけによらず泣き虫。担当はトライアングル→サイドギロ→大量→大量ベース。
ポール柿
第23話に登場。ウクレレマニアのメンバー。外見は紳士的な中年男性だが女装癖があり、ギャル口調で喋る。担当はサックス→リードギロ→本当のアタシ→ギャルドラム。
ハム男
第23話に登場。ウクレレマニアのメンバー。喋ることができるハムスター。担当はギロ→メインギロ→喪中→ハムキーボード。
馬糞
第23話に登場。ウクレレマニアのメンバー。馬糞そのものだが、バンドが改名されるごとにチョコレートケーキや人型に変化していた。しかし馬糞であることに変わりはない。担当は香り→臭うギロ→チョコレートケーキ→ギター。
菅原道真（すがわらの みちざね）
第25話に登場。亀戸天神に祀られている学問の神様。外見は無精髭を生やした現代の若者風の男で、神社へ足を運ばなくなった現代人の悩みを知るために賽銭箱の中から現世に現れた。携帯電話を使いこなしており、他の神様ともツイッターならぬ「神っター」でやり取りをしている。神通力が使えるようで、作中では三木の髪を3分の1だけ残して坊主にしたり、酔った勢いで鳥居を冥界に繋げたりしていた。現世に蘇ってからはネットやゲームをして過ごすなど、さながらニートのような生活を送っている模様。ニコ漫の11話に再登場した。
ヤチ姫
第26話に登場。ケッペル国の姫で、婚前儀式のために来日した。典型的なお姫様口調で喋る。八千穂とはさながら双子のように容姿が瓜二つで、眼帯の位置が逆（右目）に付いている以外には全く見分けがつかない。好きでもない男との結婚を嫌がって逃げ出していたところを八千穂と遭遇し、彼女を利用するべく金で買収して入れ替わり、八千穂に立場を押しつけて自分はしばらくの間日本で遊ぼうと考えていた。作中では三木と並ぶ数少ない常識人であり、入れ替わり後は常識の通用しないサチや楓のノリについていけず、終始振り回されっぱなしだった。

## 単行本
- ルーツ 『するめいか』 幻冬舎コミックス〈バーズコミックス〉、全5巻
  1. 2010年8月24日発売 ISBN 978-4-344-82014-2
  2. 2011年6月24日発売 ISBN 978-4-344-82244-3
  3. 2012年3月24日発売 ISBN 978-4-344-82465-2
  4. 2012年11月24日発売 ISBN 978-4-344-82651-9
  5. 2013年10月24日発売 ISBN 978-4-344-82937-4

カバーとカバー下の表紙ではそれぞれイラストの内容が異なるのが特徴。第1巻には『Webマガジン幻冬舎』連載当時の4コマ漫画も収録されている。

## 自作アニメ
ルーツ本人がLive2Dで自主制作しており、ニコニコ動画にてアップロードされている。背景には主に実写が使われているが、第3期以降は作画による背景も導入された。動画の再生数に関する話や、アニメーションではなくノベルゲームの実況プレイ風にしたり、アイキャッチに他の有名実況プレイヤーが起用される等、動画サイトならではのテイストが組み込まれていたりするのが特徴である。
次回予告では「見なきゃ死ぬぞ!」と言うのがお馴染みになっている。 

### スタッフ
- 原作：ルーツ「するめいか」　幻冬舎WEBマガジン 実況野郎B-TEAM→幻冬舎刊「月刊コミックバーズ」連載中
- 総監督・企画・製作総指揮・キャラクターデザイン・作画総監督・プロデューサ・撮影監督・脚本・演出・写真撮影・設定・設定・その他いろいろ - ルーツ
- シリーズ構成：ご存知ルーツと半端無い羅刹達
- 音楽 - mone、クマトン（クマー）
- 美術 - ルーツ→シルバー、hiku
- 背景 - 亀戸

### 主題歌

#### オープニングテーマ
「王侯貴族のためのするめいか」（第1期 第1話 - 最終話、第2期 第6話 - 第8話、第3期 第8話、第4期 第1話 - 最終話）
作詞 - ルーツ、作曲 - ☆☆モネ☆☆、歌 - ミッちょん（小岩井綾）、サチ（小春かんき）
「放蕩息子のためのするめいか」（第2期 第1話 - 第5話、第9話 - 最終話）
作詞 - ルーツ、作曲 - モネ、歌 - サチ（小春かんき）、ミッちょん（小岩井綾）
「するめいかさんの閑雅な食欲」（第3期 第1話 - 第7話、第9話 - 最終話）
作詞 - ルーツ、作曲 - モネ、歌 - サチ（小春かんき）、ミッちょん（小岩井綾）、八千穂（小春かんき）、楓（小岩井ことり）

#### 挿入歌
「Lovin' Forever!」（第1期 第5話、第8話、第2期 最終話、第3期 最終話）
作詞 - ルーツ、作曲 - RPGツクール3 & たかび、 歌 - たかび

### 各話リスト

#### 第1期「するめいか」
| 話数   | サブタイトル            | 配信日        |
| ------ | ----------------------- | ------------- |
| 予告編 |                         | 2009年7月4日  |
| 第1話  | 印鑑忘れる病            | 2009年7月11日 |
| 第2話  | ホッケのムニエル        | 2009年7月18日 |
| 第3話  | トリュフ丼              | 2009年7月25日 |
| 第4話  | 泥臭い一点              | 2009年8月1日  |
| 第5話  | 洗濯ばさみ恐怖症        | 2009年8月8日  |
| 第6話  | 酢飯デイ                | 2009年8月16日 |
| 第7話  | 壊れ続ける空調          | 2009年8月22日 |
| 第8話  | 長万部←道民しか読めない | 2009年8月30日 |
| 第9話  | お尻かゆいよー          | 2009年9月5日  |
| 第10話 | “水上置換”が受ける時代  | 2009年9月12日 |
| 第11話 | 酵素の力                | 2009年9月19日 |
| 最終話 | アホ・イン・ザ・フッド  | 2009年9月26日 |

#### 第2期「するめいか二枚目」
| 話数   | サブタイトル             | 配信日         |
| ------ | ------------------------ | -------------- |
| 予告編 |                          | 2009年12月5日  |
| 第1話  | おかずなしごはん         | 2009年12月12日 |
| 第2話  | サムデイインザワタミ     | 2009年12月19日 |
| 第3話  | 糸井覚醒 俺夢精          | 2009年12月26日 |
| 第4話  | ミッちょん尻から火炎噴射 | 2010年1月2日   |
| 第5話  | 積丹に住んでました       | 2010年1月9日   |
| 第6話  | 中二病集団in亀戸         | 2010年1月17日  |
| 第7話  | TVショー                 | 2010年1月23日  |
| 第8話  | オリーブオイル飲ますぞ   | 2010年1月30日  |
| 第9話  | リーマソコンプレックス   | 2010年2月6日   |
| 第10話 | “何も無い”日             | 2010年2月20日  |
| 第11話 | ホトケ                   | 2010年2月27日  |
| 最終話 | ホーム便器アウェイ便器   | 2010年3月6日   |

#### 第3期「するめいかさん」
第1話は漫画版の単行本第1巻発売に合わせてアップロードされた。
| 話数   | サブタイトル                                             | 配信日         |
| ------ | -------------------------------------------------------- | -------------- |
| 予告編 |                                                          | 2010年7月23日  |
| 第1話  | 星野八千穂の星野八千穂による星野八千穂のためのキャラ紹介 | 2010年7月30日  |
| 第2話  | 学級委員                                                 | 2010年8月6日   |
| 第3話  | フリートークフリーク                                     | 2010年8月13日  |
| 第4話  | ウィズアウト・ミー                                       | 2010年8月20日  |
| 第5話  | ボツ                                                     | 2010年8月28日  |
| 第6話  | マイナルモーション                                       | 2010年9月5日   |
| 第7話  | でじゃびゅ                                               | 2010年9月21日  |
| 第8話  | 和気藹々炒飯                                             | 2010年9月28日  |
| 第9話  | ほたるいか                                               | 2010年10月5日  |
| 第10話 | ―そこが、境界線                                          | 2010年10月12日 |
| 第11話 | ミッちょんツッコミ20連発スペシャル                       | 2010年10月21日 |
| 最終話 | [KETSU]                                                  | 2010年11月21日 |

#### 第4期「するめいか氏」
第1話は漫画版の単行本第2巻発売に合わせてアップロードされた。
| 話数   | サブタイトル | 配信日        |
| ------ | ------------ | ------------- |
| 予告編 |              | 2011年6月17日 |
| 第1話  | 金玉         | 2011年6月24日 |
| 第2話  | 朕がチンする | 2011年7月4日  |
| 第3話  | 榊原         | 2011年7月10日 |
| 第4話  | ナン         | 2011年8月10日 |
| 最終話 | ペレ         | 2011年8月17日 |

## ラジオ
ニコニコ動画内で、アニメと同時期に不定期でアップロードされていたが、現在は休止状態となっている。

### 第1期
| 配信回 | タイトル                                                 | 配信日        |
| ------ | -------------------------------------------------------- | ------------- |
| 第1回  | 第一回 するめいか いかを炙るラジオ                       | 2009年7月15日 |
| 第2回  | 第二回 するめいか いかを炙るラジオ                       | 2009年7月23日 |
| 第3回  | 第三回 するめいか いかを炙るラジオ                       | 2009年7月31日 |
| 第4回  | 第四回 するめいか いかを炙るラジオ                       | 2009年8月23日 |
| 第5回  | 第4.5回 するめいか さきいかを愛でるラジオ 【場外乱闘編】 | 2009年8月26日 |

### 第2期
| 配信回 | タイトル                        | 配信日        |
| ------ | ------------------------------- | ------------- |
| 第1回  | いからじ! 【するめいか 二枚目】 | 2010年1月20日 |

## DVD
とらのあなから委託販売されている。DVDにはアニメ本編の他に、作者であるルーツ本人による副音声、ニコニコ動画では未公開の特別編やおまけ映像が収録されている。